# Викторов, Виктор Ильич
Ви́ктор Ильи́ч Ви́кторов (настоящее имя — Виктор Иезекиилевич Берлин; 4 мая 1925, Москва — 10 марта 1991, там же) — советский поэт, писатель, переводчик, либреттист, член Союза писателей СССР, писал в основном для детей. Лауреат Всероссийских конкурсов патриотической песни 1976, 1978, 1981 гг.

## Биография

### Ранние годы
Родился 4 мая 1925 года в Москве в семье врачей. Настоящее имя — Виктор Иезекиилевич Берлин. Отец — Иезекииль Израилевич Берлин (1890—1976), окончил медицинский факультет Бернского университета, в качестве военного врача участвовал в Гражданской войне. Впоследствии стал известным фтизиатром, доктором наук, профессором, награждён орденом Трудового Красного Знамени. Мать — Марианна Моисеевна Сахнина (1900—1975), была врачом-лаборантом и тоже происходила из семьи врача, Моисея Давидовича Сахнина, жившего и практиковавшего в Санкт-Петербурге.
Литературные способности Виктор проявил уже в школе, где издавал стенгазету вместе с одноклассником Женей (Евгением Александровичем) Гуровым, ставшим впоследствии профессиональным художником-графиком, членом Союза художников СССР, всю жизнь сотрудничавшим с журналом «Крокодил» и входившим в «десятку» лучших художников-карикатуристов СССР.
В 1943 году поступил в военное училище, успел принять участие в Великой Отечественной войне, награждён медалью «За победу над Германией».

### Работа в медицине
В 1946 году, демобилизовавшись после окончания войны, поступил в Первый Московский ордена Ленина медицинский институт, где познакомился со своей будущей женой, Софией Абрамовной Ямштекиной. Институт окончил в 1952 году с красным дипломом по специальности «Лечебное дело», работал врачом. Специализировался в невропатологии, преподавал в медучилище.
В 1958 году защитил диссертацию кандидата медицинских наук на тему «Опыт изучения заболеваемости и смертности населения сельского района», которая затем легла в основу научной работы, изданной в 1961 году издательством Медгиз в виде отдельной публикации.

### Литературное творчество
Публиковаться начал в 1958 году с изданного отдельной книжкой детского стихотворения о грибах «Найди-ка попробуй». Какое-то время совмещал врачебную деятельность с литературной, затем полностью посвятил себя литературе. В апреле 1974 года был принят в Союз писателей СССР, членский билет № 00369.
Писал в основном для детей — иногда веселые, иногда лирическо-философские стихотворения. Его стихи говорят в основном о простых, окружающих нас вещах и явлениях — но поэт умел увидеть необычное и в самом обыденном и учил этому и своих маленьких читателей. Очень много стихотворений посвящено природе и домашним питомцам.
Переводы, в основном стихотворные — отдельное направление творческой деятельности. Много работал с болгарским языком, который освоил в достаточной степени, переводя произведения болгарских писателей и поэтов, в частности, Асена Босева, одного из наиболее известных детских поэтов Болгарии. Много переводил также с испанского языка, в данном случае пользуясь обычно подстрочником.
Виктор Викторов — автор большого количестве текстов песен для детей и юношества, написанных на музыку таких композиторов как Дмитрий Борисович Кабалевский («Спокойной ночи, „Артек“», «Не только мальчишки», «Артековский вальс»), Арвид Янович Жилинский, Михаил Ашотович Ванян, Мераб Алексеевич Парцхаладзе, Георгий Александрович Струве, Ростислав Григорьевич Бойко.
Много сотрудничал с Московским государственным академическим детским музыкальным театром, названным впоследствии в честь Натальи Ильиничны Сац, которую хорошо знал лично. По либретто, написанным Виктором Викторовым (часто в соавторстве с дочерью Натальи Ильиничны — Роксаной Николаевной Сац-Карповой), на сцене этого театра было поставлено множество спектаклей, в том числе оперы «Красная Шапочка» (композитор Михаил Рафаилович Раухвергер), «Маугли» (композитор Ширвани Рамазанович Чалаев) и «Максимка» (композитор Борис Михайлович Терентьев).
В 2023 г. статья о Викторе Викторове опубликована во Всероссийской энциклопедии детской литературы в рамках проекта ПроДетЛит, который является совместным проектом Российской государственной детской библиотеки и Ассоциации деятелей культуры, искусства и просвещения по приобщению детей к чтению.

### Смерть
Дата смерти — 10 марта 1991 года. Похоронен на Востряковском кладбище в Москве, где на скромном чёрном памятнике выбито всего три слова: «Поэт Виктор Викторов».

## Труды

### Поэзия
- Найди-ка попробуй: стихи. М., Детский мир, 1958
- Джек-простак: стихи по мотивам английских сказок. М., 1958
- Умелый портной: сборник стихотворений. М., 1960
- В пионерской республике: стихи. М., Детгиз, 1961
- Музей беспорядка: стихи. М., 1961
- Каменотес: стихи. М., Детский мир, 1962
- Для тебя и про тебя: стихи. М., Молодая Гвардия, 1962
- Рада свекла, что промокла: стихи. М., 1963
- Злодеи в галерее: стихи. М., 1963
- Мы не пустим скуку в дом: стихи, песни, пьесы, игры, загадки. М., Молодая гвардия, 1966
- Бычок-новичок: стихи. М., 1967
- Про птиц и зверей: стихи. М., Малыш, 1967
- Корабли должны уходить: стихи поэтов Чили. М., Детская литература, 1967
- Переполох: шутки, считалки, скороговорки, забавные ошибки. М., Советская Россия, 1969
- Дневное кино: стихи. М., Малыш, 1971
- Волшебная палочка: стихи. М., Детская литература, 1972
- Семь веток: стихи. М., Детская литература, 1977
- Зазвонил звоночек медный: стихи. М., Детская литература, 1980
- Ветка и прутик: стихи. М., Детская литература, 1981
- Прилетел веселый май: стихи. М., 1981
- От человека к человеку: стихи. М., Детская литература, 1987

### Проза
- Дмитрий Кабалевский (составитель). Советский композитор., 1974
- Запевалы: С. Дунаевский и Ансамбль песни и танца центр. Дома детей железнодорожников. М., 1978
- Звонкие судьбы. М., Просвещение, 1980 (в соавторстве с М. Садовским)
- Victor Victorov «The Natalia Sats Children’s Musical Theatre». М., Raduga Publishers, 1986
- Чтобы утро было добрым. М., 1983 (Герои нашего времени)
- Если бы не бабушка… М.,1983 (в соавторстве с Ф.Олиным)
- Ростислав Бойко. М. Советский композитор, 1985 (Портреты советских композиторов)

### Драматургия
- Все началось с телеграммы… Комедия. М., 1968 (в соавторстве с А.Алексиным)
- Пейчо-батрачок, или подарок старого Явера. Пьеса. М., 1983 (в соавторстве с Ф.Олиным)
- детский фестиваль дружбы. Театрализованное представление. М., 1984 (в соавторства с Р.Сац-Карповой)

### Переводы
- Уланд Л. Белый олень. М., 1958
- Босев А. Юрдан и диван. М., 1960
- Кто себя узнает. Стихи болгарских поэтов. М., Детгиз, 1960
- Карон М. Ж. И до Убанги десять миль. М., Детская литература, 1965
- Ринкуле-Земзаре, Дзидра, Жилинский А. Кузница дятла. Рига, 1966
- Босев А. Таинственная находка. София, 1967
- Корабли должны уходить. Стихи поэтов Чили. М, Детская литература, 1967
- Босев А. Забавные страницы. София, 1968
- Босев А. Грач и мяч. София, 1968
- Агирре М. От января до января. М., Детская литература, 1979
- Босев А. Бабка Недка. М., 1979
- Тилчев И. Мое далекое детство. М., Детская литература, 1980
- Продавец снов. Стихи поэтов Латинской Америки. М., Детская литература, 1981
- Бежански М. Дерево с двумя вершинами. М., 1983
- Мартинова М. Почему мы развелись. М., Знание, 1984
- Георгицэ И. Под солнцем бабочка порхает (в соавторстве с А.Викторовым). Кишинев, Литература артистикэ, 1990
- Георгиев Л. Владимир Высоцкий. М., Искусство, 1991